# Iggy Azalea
Amethyst Amelia Kelly (Sydney, 7 de junho de 1990), mais conhecida pelo nome artístico Iggy Azalea ([əˈzeɪljə]), é uma rapper, cantora, compositora e modelo australiana. Mudou-se para os Estados Unidos aos dezesseis anos, residindo inicialmente em Miami (Flórida) e depois em outros locais da região sul, incluindo Houston (Texas) e Atlanta (Geórgia). Ficou conhecida após a realização de vídeos promocionais para as controversas canções "Pussy" e "Two Times", tornando-se estas virais no YouTube. Em 27 de setembro de 2011, lançou o seu primeiro projeto concreto, a mixtape Ignorant Art, afirmando fazê-lo "com a intenção de criar interrogações para as pessoas e redefinir os velhos ideais". Em 2012, ela anunciou sua contratação pela Mercury Records (no Reino Unido) e no ano seguinte pela Island Def Jam (nos Estados Unidos). Azalea virou modelo profissional quando entrou para o elenco da Wilhelmina Models, na primavera de 2012; mais tarde naquele ano, ela foi anunciada como a "Nova Cara da Levi Jeans".
Em 2012, tornou-se a primeira mulher e a primeira rapper feminina não-americana a ser apresentado no Top 10 anual da XXL Magazine. Iggy lançou um EP gratuito, intitulado Glory em 30 de julho de 2012. O EP foi composto por canções originalmente concebidas para o aguardado e (muitas vezes) adiado álbum de estreia de Azalea. Apareceu numa cifra no BET Hip Hop Awards de 2012 ao lado de T.I. e outros grandes artistas da Grand Hustle, e em 11 de outubro de 2012 lançou a sua segunda mixtape TrapGold, produzido inteiramente por Diplo e FKi.
Seu primeiro álbum de estúdio, The New Classic, estreou no dia 21 de abril de 2014. Inicialmente previsto para ser lançado na Grand Hustle e Interscope Records, após os conflitos de selos, em 2013 Azalea finalmente conseguiu um contrato com a Mercury Records e, logo depois, com a Island Def Jam para lançar seu álbum de estreia. O disco teve como primeiro single a música "Work", que alcançou sucesso em várias paradas musicais internacionais e a posição nº 17 no UK Singles Chart. Os outros três singles lançados em promoção para o álbum foram "Bounce", "Change Your Life", "Fancy" e "Black Widow", com os três últimos apresentando participações de T.I.,  Charli XCX e Rita Ora, respectivamente. "Fancy" alcançou o número um no chart americano Billboard Hot 100, com Azalea se tornando a quarta feminina a chegar ao topo da tabela. Além disso, com Azalea em destaque no single "Problem" de Ariana Grande, que subiu para número dois no Hot 100, na mesma semana em que "Fancy" liderou as paradas, Azalea se junta aos Beatles como os únicos artistas a estarem presentes na posição um e dois simultaneamente. Iggy Azalea torna-se até presente momento a única rapper a quebrar recordes, no qual nenhuma outra bateu. Fancy coloca Iggy Azalea no topo com 960 milhões de visualizações no YouTube, atrás somente de Cardi B com 1 Bilhão de visualizações. Com o feito, Azalea conseguiu ultrapassar Lil' Kim como a rapper feminina com single número um por mais semanas na Billboard Hot 100 e se destacou no quinto lugar entre as mulheres que marcaram as posições mais altas da Hot 100 nesta década.

## Biografia
Amethyst Amelia Kelly nasceu em Sydney, na Austrália. Sua família mais tarde mudou-se para a pequena localidade de Mullumbimby, no extremo norte da Nova Gales do Sul, quando ela ainda era um bebê, em uma casa em 12 hectares que seu pai construiu com tijolos de barro. Seu pai era um pintor e desenhista, enquanto sua mãe limpava casas de férias e hotéis. Iggy diz que seu pai "a fez olhar para a arte quando era adolescente", que sempre influenciou a sua vida e obra. Começou a fazer rap aos 14 anos. Antes de embarcar em uma carreira solo, Iggy formou um grupo com outras duas meninas de seu bairro: "Eu fiquei tipo, eu poderia ser uma rapper. Isso poderia ser como TLC. Eu serei Left Eye." Azalea, eventualmente, decidiu dissolver o grupo, porque as outras meninas não estavam levando a sério: "Levo tudo o que faço a sério. Sou muito competitiva".
Em busca de seu desejo de se mudar para os Estados Unidos, Iggy saiu da escola; ela escolheu por trabalhar e poupar o dinheiro que ganhou por limpar quartos de hotel e casas de férias com a mãe. Ela alega que detestava a escola, que, deixando de lado sua aula de arte, ela só a fazia infeliz. Azalea também afirmou que não tinha amigos e foi provocada por suas roupas caseiras. Viajou para os Estados Unidos em 2006, antes de completar 16 anos. Ela contou aos pais que estava indo viajar "de férias" com um amigo, mas finalmente decidiu ficar e pouco depois lhes disse que não ia voltar para casa: "Eu fui atraída para os Estados Unidos porque eu me sentia como uma estranha no meu país, eu estava apaixonada pelo hip hop, e os Estados Unidos são o berço, assim que eu percebi que quanto mais estava próxima do som da música, mais feliz eu ficava. Eu estava certa". Quando ligou para sua mãe, ouvi-a chorar: "Minha mãe estava chorando, dizendo: 'Tome cuidado." Eu estava pensando,' estou indo sozinha. Estou sendo muito louca!".

## Carreira artística

### 2010–11: Mudança para os Estados Unidos e início de carreira
Quando foi pela primeira vez para os Estados Unidos, ela ficou em Miami, Flórida, e depois de um breve período, em Houston, Texas, Azalea resolveu ficar por alguns anos em Atlanta, na Geórgia, trabalhando com um membro da Dungeon Family nomeada "Backbone". Ela adotou seu nome artístico a partir do nome de seu cachorro infância, Iggy, e a rua onde cresceu, Azalea Street, onde sua família vive até hoje. Ela disse que as pessoas iriam rir dela porque "achavam meus raps eram uma droga". Mas, por ter crescido, ela foi capaz de minimizar as piadas. Enquanto isso, ela conheceu uma pessoa da Interscope Records que manteve incentivando-a a mudar-se para Los Angeles, e por isso, no verão de 2010, ela decidiu fazê-lo. Ela foi brevemente gerenciada pela Interscope. Em 2012, Azalea gravou inúmeros vídeos fazendo rap freestyle, tornando-se virais no YouTube. A carreira de Azalea começou a nascer quando seu primeiro videoclipe oficial, para uma canção intitulada "Pu$$y", foi carregado em seu canal.
Em 27 de setembro de 2011 lançou o seu primeiro projeto concreto, a mixtape Ignorant Art, afirmando fazê-lo "com a intenção de criar interrogações para as pessoas e redefinir os velhos ideais". Sua canção "Pu$$y", foi incluída na mixtape, além das participações de YG, Joe Moses, Chevy Jones e Problem. Em novembro de 2011, ela lançou um videoclipe para a canção "My World", dirigido por Alex/2tone. O vídeo apresenta uma aparição do ator e ex-lutador Tiny Lister, que lhe rendeu mais atenção devido à sua crescente popularidade online. Em dezembro de 2011, Azalea revelou que iria lançar seu primeiro álbum de estúdio, intitulado The New Classic, assim que ela assinou um contrato com uma grande gravadora: "em breve, e uma vez resolvido, estabelecerei um excedente para toda a sonoridade e direção do álbum, eu vou poder escolher os artistas que o fariam para uma cooperação dinâmica". Em 11 de janeiro de 2012, Azalea lançou o vídeo da música "The Last Song", seu terceiro videoclipe de Ignorant Art. Em entrevista à Billboard, lançado em 27 de janeiro de Azalea insinuou que estava assinando um contrato com a Interscope Records, ao mesmo tempo, revelando esperança de lançar The New Classic em junho, e para o seu single de estreia em março.

### 2012: Problemas com gravadoras eGlory
Iggy Azalea convidou o rapper T.I. para a direção de seu álbum de estréia. T.I. foi definido para produzir executivo The New Classic, logo depois de um telefonema que os dois tiveram. Na época, Azalea planejou o lançamento de The New Classic para o verão americano: "Esperemos que, se tudo correr como planejado, o meu álbum será lançado em junho e eu vou tê-lo gravado até o final do mês". No entanto, Interscope não permitiu que T.I. estivesse no projeto e Azalea optou por não assinar com a gravadora e assinar contrato com a gravadora independente Grand Hustle Records, até o lançamento do seu primeiro álbum, que até então tinha sido adiado. No início de 2012, Azalea foi destaque na capa da XXL Magazine, como parte de seu Top 10 anual, juntamente com os companheiros rappers French Montana, MGK, Danny Brown, Hopsin e Roscoe Dash. Em 1 de Março 2012, T.I. anunciou que Azalea assinou com a Grand Hustle Records, juntamente com rappers Chip e Trae Tha Truth. Em 26 de março de 2012, Azalea divulgou a música "Murda Bizness", o primeiro single destinado para o The New Classic, em sua conta do YouTube. A canção foi produzida por Bei Maejor e apresenta um verso do seu chefe T.I..
Em abril de 2012, através de seu Twitter, Azalea anunciou planos para lançar um extended play (EP) intitulado Glory, mais tarde, em maio: "Estou no caminho certo agora, as últimas duas semanas são de glória. Azaleans precisam de algo novo.." Além disso, em abril, Azalea estrelou ao lado de produtor indicado ao Grammy Diplo e FKI no primeiro e totalmente interativo video do mundo da música para a loja varejo de moda canadense, SSENSE. Em maio de 2012, foi confirmado por T.I., em HipHopPov da MTV, que Azalea não teve um acordo definido para lidar com a Grand Hustle Records, e foi descrito por T.I. como um "agente livre". Mais tarde foi revelado em entrevista que ela estava em negociações com outras gravadoras além da Interscope, possivelmente com a Def Jam (onde Bu Thiam, do qual originalmente fez uma oferta para assinar ela, é vice-presidente de A&R). Azalea também foi destaque na parceria de Steve Aoki e Angger Dimas na faixa eletrônica "Beat Down", que foi lançado em 31 de maio de 2012.
Em 24 de junho de 2012, Azalea lança "Millionaire Misfits", como segunda faixa de divulgação do EP Glory. Em 21 de julho, o vídeo oficial da música "Murda Buziness" foi lançado na internet. Glory, embora não seja lançado em maio como estava inicialmente previsto, foi lançado em 30 de julho de 2012. Azalea também foi um dos atos da 'Closer To My Dreams Tour', da MTV, com Tyga e Kirko Bangz. Em 28 de setembro de 2012, Azalea anunciou que iria lançar sua segunda mixtape em 11 de outubro de 2012. Titulada TrapGold, a mixtape foi produzida inteiramente por Diplo e FKI. Mais tarde, ela estreou um vídeo promocional para a faixa "Bac 2 Tha Future (My Time)". Em 9 de outubro de 2012, Azalea fez sua estréia na televisão nacional dos Estados Unidos, aparecendo ao lado de T.I., B.o.B e outros artistas da Grand Hustle em uma parceria, no BET Hip Hop Awards. Mais tarde, naquele mês, ela embarcou em mais uma mini-turnê norte-americana com a Roc Nation e com a cantora e compositora Rita Ora, na MTV Presents The ORA Tour. Azalea , em seguida, fez uma turnê na Europa para divulgar TrapGold.

### 2013–2014:The New ClassiceReclassified

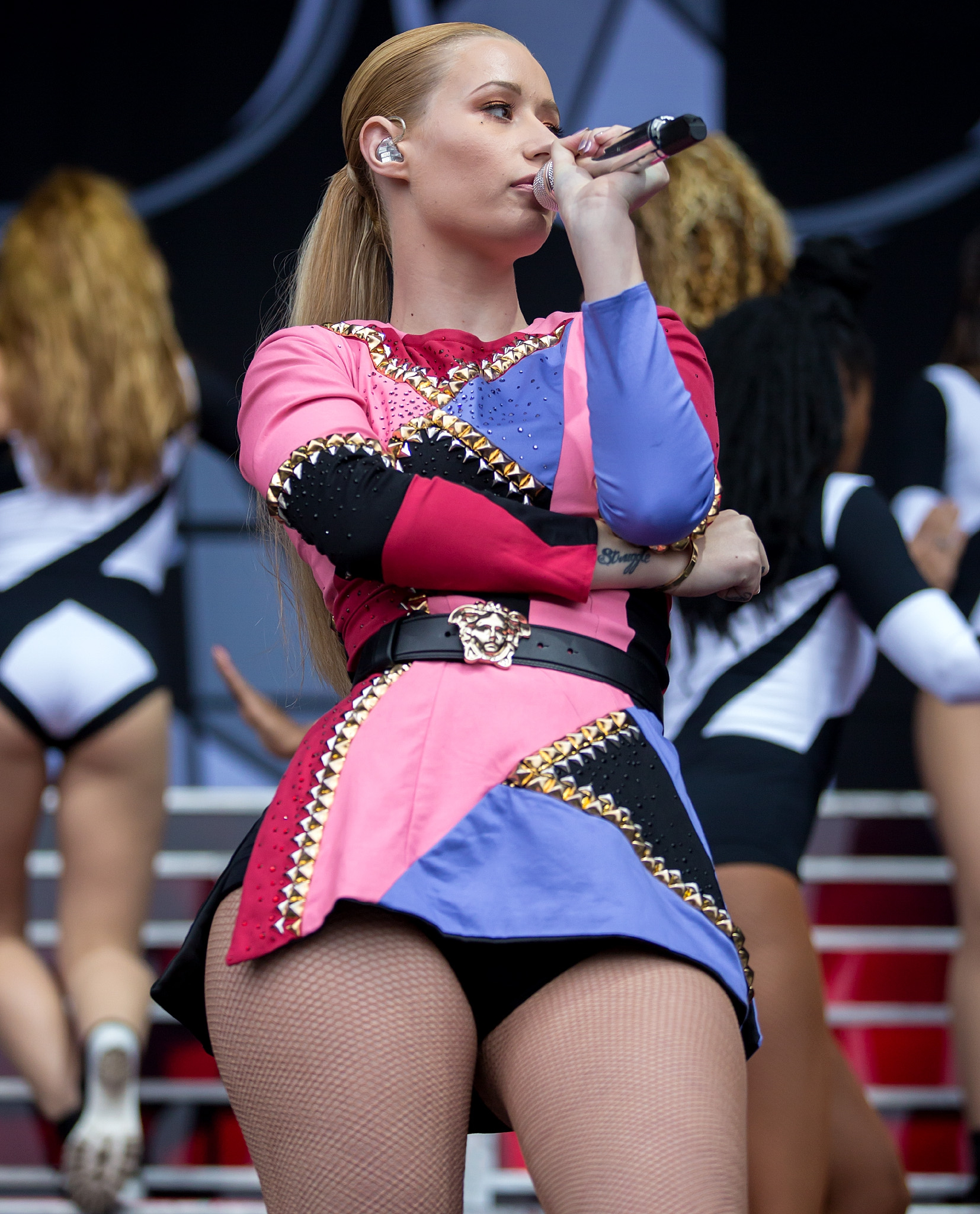
Iggy Azalea no ACL Music Festival, em 2014

Em janeiro e fevereiro de 2013, enquanto trabalhava em seus próximos singles e The New Classic, que foi anunciado para ser lançado no verão, Azalea foi o ato de abertura para a Radioactive Tour de Rita Ora, no Reino Unido. Como parte de sua setlist para a turnê de Ora, Azalea estreou "Work", o primeiro single de seu álbum de estréia. A faixa tocou pela primeira vez na BBC Radio 1Xtra em 11 de fevereiro de 2013. Em 13 de fevereiro de 2013, foi anunciado que Iggy havia assinado um contrato com a gravadora Mercury Records. O vídeo da música para a sua estreia comercial foi dirigido por Jonas & François e liberado em 13 março de 2013. Azalea também se juntou ao famoso rapper Nas, na parte européia de sua 'Life Is Good Tour'. Em 15 de abril de 2013, Iggy foi anunciada como segundo artista no VEVO LIFT de 2013 e que ela iria filmar performances do festival, além de vídeos de moda e estilo e entrevistas por detrás das cenas, como parte das oito semanas de duração da campanha. Também foi revelado que o vídeo da música para o seu segundo single "Bounce" estrearia no VEVO no final do mês. Em 16 de março de 2013, foi anunciado que ela iria performar no concerto beneficente "Chime for Change", programada para ocorrer em 1º de junho, em Londres, ao lado de Beyoncé, John Legend e outros. Em 23 de abril de 2013, Azalea anunciou que tinha assinado um contrato de gravação solo com a Island Def Jam. Em 26 de abril de 2013,  estreou seu segundo single europeu "Bounce" na BBC Radio 1. Azalea então revelou que seu segundo single americano e terceiro internacional seria "Change Your Life", com participação de T.I.. Ela também confirmou que não estaria assinando com a Grand Hustle Records, no entanto estaria fortemente associada com a gravadora.
Em março de 2014, Iggy liberou o vídeo do single "Fancy" em parceria com Charli XCX, em sua conta no YouTube e na plataforma Vevo. O single atingiu o topo de diversas paradas de sucesso ao redor de todo o mundo, permanecendo 7 semanas em primeiro lugar na parada mais importante da Billboard, tornando Azalea dona de diversos recordes, como música de uma rapper feminina a permanecer mais tempo no topo, a primeira rapper da história a ter dois singles no TOP 3 da Billboard, a primeira australiana a conquistar o número um nos Estados Unidos em mais de três décadas, e se igualou ao The Beatles ao emplacar, simultaneamente, dois singles nos dois primeiros lugares da parada. O Clipe da canção também superou o meio bilhão de acessos, se tornando o vídeo mais assistido de uma rapper feminina de todos os tempos.
A música seguinte escolhida para a divulgação do álbum foi a canção "Black Widow", parceria com Rita Ora, que também atingiu bom desempenho nas charts pelo mundo e ajudou na divulgação do álbum.
Por fim, The New Classic foi o segundo álbum de rap mais vendido do ano, e acabou sendo relançado, com 5 faixas inéditas, em 24 de Novembro de 2014. O relançamento foi intitulado como Reclassified, e conta com participações de Mø, Ellie Goulding e Jennifer Hudson.

### 2015–2018:Digital Distortion, 4 My Ratz, Survive The Summer e saída da gravadora
Iggy Azalea confirmou estar trabalhando em seu próximo álbum, e foram marcadas 21 datas de shows nos Estados Unidos, integrantes de sua suposta nova turnê, intitulada The Great Escape Tour. A rapper também participou de algumas músicas, dentre elas "Go Hard or Go Home", com Wiz Khalifa; e "All Hands On Deck" com Tinashe. "Pretty Girls" foi confirmada como parceria entre Iggy e Britney Spears, e logo se tornou uma das canções mais esperadas do primeiro semestre do ano. Após o lançamento da mesma, a canção conquistou o primeiro lugar no iTunes de mais de 30 países.
Azalea também foi eleita como o futuro do rap pela renomada revista Forbes, que ainda aposta na rapper como próxima magnata do ramo do hip hop; e entrou na lista dos bumbuns mais bonitos da atualidade pela revista de conteúdo erótico voltada para o público masculino, Playboy.
Azalea adiou a turnê The Great Escape Tour que começaria em abril, para setembro do mesmo ano, com as últimas datas sendo em 2016, mas logo após cancelou tudo, sem motivo aparente. Azalea também disse que desistiu por querer começar do zero, criar outros hits, e coisas boas para os seus fãs.
Em outubro de 2015, Azalea revelou o título inicial de seu segundo álbum como Digital Distortion. No dia 9 de janeiro de 2016, Azalea lançou o single promocional "Azillion" gratuitamente via SoundCloud, além de declarar que um videoclipe para a faixa será lançado no final do mês. O primeiro single do projeto "Team" foi lançada em 18 de março de 2016, juntamente com um vídeo de dança. Um videoclipe de acompanhamento estreou em 31 de março em seu canal oficial no YouTube. Em março de 2016, Azalea revelou que havia fundado uma produtora, tendo "comprado os direitos de alguns livros que eu realmente gosto", e também alguns programas de TV da Austrália em que "eu realmente acreditava e era fã de quando eu era criança. E eu tive algumas idéias para reformular [eles]". Em julho de 2016, ela anunciou que sua empresa, Azalea Street Productions, havia assinado um acordo para criar conteúdo original para a NBCUniversal.
Após vários adiamentos no seu segundo álbum, vazamento de músicas e um possível cancelamento, Iggy afirmou que o Digital Distortion foi oficialmente cancelado e que estava finalizando um novo projeto, intitulado Surviving The Summer. Após divulgar uma prévia de uma música inédita, os fãs especularam que seria o novo single do projeto, ou a introdução do mesmo, mas nada confirmado pela rapper. Após assinar com a Roc Nation para o agenciamento de sua carreira, Azalea afirmou que "Surviving The Summer" é o nome do seu novo álbum - afirmou também que os projetos oficiais com a nova gravadora iniciarão em janeiro de 2018, e que lançará um single. Ela também disse que sobre o título do álbum, "não tem junção alguma com o verão norte-americano" e que é apenas um conceito de que as pessoas diziam que ela estava somente no verão norte-americano de 2014.
Em 12 de junho de 2016, a Seven Network revelou que Azalea assinou contrato para ser jurada no The X Factor Australia para sua oitava temporada, transmitida de outubro a novembro de 2016. Em setembro de 2016, Azalea explicou que estava atrasando o lançamento de seu álbum para 2017, apesar de estar inicialmente previsto para julho de 2016, depois de terminar o relacionamento com seu noivo: "Eu só precisava de um tempo para colocar minha vida em ordem e processar as mudanças que estão acontecendo na minha vida pessoal", e querer gravar novas músicas que refletissem sua mentalidade: "quando eu escrevi [meu álbum] eu estava prestes a me casar ... Eu não quero ir e promover o meu álbum e ser perguntada sobre o meu relacionamento que acabou de desmoronar". Azalea lançou dois singles, "Mo Bounce" e "Switch", em 24 de março de 2017 e 19 de maio de 2017, respectivamente. Azalea promoveu "Switch" através de uma performance no iHeartRadio Much Music Video Awards 2017. Em 7 de novembro de 2017, Azalea afirmou que não pode divulgar músicas até janeiro de 2018, quando assinou contrato com um novo selo. Ela também anunciou o novo título de seu segundo álbum, Surviving the Summer, e colocou quatro novas faixas para download gratuito via WeTransfer.
Para não deixar os fãs esperando á toa, ela lançou gratuitamente, um pequeno EP de quatro músicas, intitulado "4 My Ratz" e a capa sendo um photoshoot do seu último single "Switch". As faixas são: "Going Up (com participação do cantor e produtor Ljay Currie, que produziu junto com Azalea esse EP)", "Never Satisfied", "Good" e "Hate On It".
Em janeiro de 2018, foi anunciado, oficialmente, que Iggy havia assinado com a Island Records, mas manteria a parceria com a Roc Nation para o agenciamento e divulgação de sua carreira. Em janeiro de 2018, Azalea anunciou o título do primeiro single de Surviving the Summer, "Savior", com o rapper Quavo, lançado em 2 de fevereiro de 2018, conseguindo rapidamente o #16 no iTunes US, feito que não tinha conseguido até então, com "Switch" e "Mo Bounce".
Em 8 de junho, a rapper revelou que Surviving the Summer é um extended play e seria lançado em 6 de julho de 2018. Ela também declarou que a razão por trás da data de lançamento adiada - originalmente para 2 de junho e 30 de junho - era a mudança do presidente. de sua gravadora, Island Records. Em 5 de julho, Azalea lançou duas faixas do EP: "Tokyo Snow Trip" e "Kream", o último com o rapper Tyga. Survive the Summer foi lançado dia 3 de agosto, com críticas medianas, estreou em #144 na Billboard 200, e em #13 no álbuns digitais da Billboard.
No dia 3 de novembro, Azalea confirmou sua saída da Island Records, focada em projetos independentes para que pudesse ter mais liberdade sobre os mesmos.

### 2019:Bad Dreams RecordeIn My Defense
Em novembro de 2018: “Hoje é o dia! Estou oficialmente anunciando que minha nova gravadora será distribuída pela Empire. Estou muito satisfeita por poder manter tudo sobre esse novo capítulo 100% indie. Pode vir, 2019". [carece de fontes?]
Iggy Azalea criou o seu próprio selo, Bad Dreams Records: “Eu nunca pensei que teria minha própria gravadora. Eu nunca quis fazer isso, eu sempre pensei em mim como uma pessoa criativa. Mas à medida que envelheci, percebi que na verdade estava sendo passada para trás. Por que você não é seu próprio patrão? Se você não tem controle do seu negócio, significa que você não tem controle sobre sua arte, você não tem liberdade". [carece de fontes?]
In My Defense é o seu segundo álbum de estúdio. Foi lançado em 19 de julho de 2019 pela sua gravadora Bad Dreams Records e distribuído pela Empire. [carece de fontes?] As encomendas do álbum começaram em 28 de junho de 2019.  Azalea apareceu na capa da Cosmopolitan em agosto .
Em 27 de setembro de 2019, Azalea anunciou que lançaria uma nova peça estendida. Em entrevista à Entertainment Weekly, Azalea afirmou que não tinha certeza se faria uma turnê para promover o álbum, mas que planeja começar a gravar novo material em setembro, com esperança de lançá-lo no próximo ano. Mais tarde, ela anunciou em seu Twitter que planejava lançar uma nova peça estendida em 15 de novembro de 2019, intitulada Wicked Lips, após o lançamento de seu primeiro single, "Lola". Após alguns pequenos atrasos, o EP foi lançado em 2 de dezembro. O EP foi escrito principalmente por Azalea com Noah Cyrus co-escrevendo "The Girls", que apresentava Pabllo Vittar.

### 2020–presente:The End of an Era,Money Comee pausa na carreira
The End of an Era é o terceiro e último álbum de Iggy Azalea, lançado em 13 de agosto de 2021 pelas gravadoras Bad Dreams Records e Empire Distribution. A edição deluxe do álbum foi lançada em 17 de setembro de 2021, apresentando faixas adicionais. O título simboliza o encerramento da década dos 20 anos da artista, que descreveu o disco como uma "cápsula do tempo" dessa fase da sua vida. Após seu lançamento, Azalea anunciou que faria uma pausa na carreira musical para focar em outros projetos.
O álbum apresenta uma fusão de gêneros como hip house, EDM rap e pop rap, e conta com produções de nomes como J. White Did It, The 87’s e A. G. Cook. Entre os artistas convidados estão Bia, Sophia Scott e Ellise na edição padrão, e Tyga e Alice Chater na edição deluxe. A arte visual do projeto remete a ícones do cinema como Scarface (1983) e O Grande Gatsby (2013), refletindo uma estética cinematográfica e luxuosa.
O primeiro single do álbum, "Sip It", com participação de Tyga, foi lançado em 2 de abril de 2021. A faixa marca o retorno de Iggy ao cenário musical e traz uma sonoridade voltada para o trap com elementos provocativos. O videoclipe oficial, lançado no mesmo dia, retrata Azalea como atendente de um posto de gasolina no deserto californiano, onde serve uma bebida fictícia chamada "Kitty Juice", cercada por visuais psicodélicos, neon e uma estética sensual. A rapper ppcocaine também faz uma participação no vídeo.
O segundo single, "I Am the Stripclub", foi lançado em 2 de julho de 2021. A canção manteve a proposta dançante e energética do projeto, reforçando a imagem ousada da artista. O videoclipe, codirigido por Iggy Azalea e Tom Kerr, apresenta a cantora em diversos cenários noturnos e urbanos, incluindo a traseira de um caminhão em movimento, com figurinos futuristas e coreografias marcantes.
The End of an Era teve recepção geralmente positiva por parte da crítica, sendo elogiado pela sua produção consistente e pelas faixas voltadas ao ambiente de clubes. Comercialmente, alcançou posições modestas nas paradas, como o 9º lugar na parada australiana de Hip Hop/R&B e o 36º lugar na parada britânica de R&B.
Em 25 de agosto de 2023, Iggy Azalea lançou o single "Money Come", marcando seu retorno à música após um hiato de dois anos. Produzida por Tricky Stewart, a faixa incorpora elementos nostálgicos ao samplear o sucesso dos anos 90 "Come Baby Come" de K7, combinando-os com o estilo característico de Azalea e letras afiadas. O videoclipe, dirigido por Christian Breslauer, apresenta uma narrativa inspirada no filme O Lobo de Wall Street, onde Azalea assume o controle de uma corporação, transformando executivos masculinos em uma equipe de mulheres poderosas. Este lançamento sinalizou o início de uma nova fase na carreira da artista, antecipando seu quarto álbum de estúdio, que acabaria por ser cancelado.

## Estilo e influências
Durante uma entrevista, Iggy Azalea admitiu que os rappers Busta Rhymes, Missy Elliott, Field Mob e 2Pac representaram algumas de suas maiores influências musicais.

## Vida pessoal
No final de 2011, Iggy Azalea começou a namorar o rapper americano A$AP Rocky, que conheceu através do produtor musical Chase N. Cashe. A própria Azalea confirmou o relacionamento durante uma entrevista ao Vibe em janeiro de 2012 e, ao mesmo tempo, tatuou o título da mixtape de Rocky, Live. Love. A$AP nos dedos da mão esquerda. Em julho do mesmo ano, Rocky confirmou o fim de seu relacionamento, enquanto Azalea mudou a tatuagem ao longo dos anos até que foi completamente removida em 2015.
Ela estava em um relacionamento com o jogador de basquete da NBA Nick Young, na época sob o Los Angeles Lakers, que terminou em junho de 2016, dois meses depois que um vídeo foi postado pelo jovem companheiro de equipe D'Angelo Russell em que é mostrado como ele estava traindo a Azalea.
Em 2018, esteve romanticamente ligada ao rapper americano Playboi Carti; com o último, Azalea teve seu primeiro filho, Onyx Carter, cujo nascimento é anunciado em junho de 2020 pela própria cantora após manter a gravidez em segredo. O rapper confirmou sua separação em outubro de 2020.

## Discografia
- The New Classic (2014)
- In My Defense (2019)
- The End of an Era (2021)

## Filmografia
- Furious 7 (2015)

## Turnês
Como artista principal
- The New Classic Tour (2014)

Como artista participante / ato de abertura
- XXL Freshmen Live Tour (2012)[81]
- Tyga – MTV Jams Presents: Closer To My Dreams Tour (2012)[82]
- Rita Ora – Ora Tour (2012)[83]
- Rita Ora – Radioactive Tour (2013)
- Nas – Life Is Good Tour (2013)[84]
- Beyoncé – The Mrs. Carter Show World Tour (2013)